# 瓦日涅 (別利亞耶夫卡區)
46°34′10″N 30°27′11″E / 46.56944°N 30.45306°E
瓦日內（烏克蘭語：Важне）是位於烏克蘭西南部的村莊，由敖德萨州敖德萨区的維霍達市鎮負責管轄。該村始建於1895年，面積0.47平方公里，海拔高度78米，2001年人口91，人口密度每平方公里193.62人。